# Gigantes y Cabezudos de Toledo
Los gigantones y cabezudos son, junto con la Tarasca, los personajes más llamativos de la fiesta con ocasión de la Procesión del Corpus Christi de Toledo, Fiesta de Interés Turístico Internacional. 
Estas imágenes están construidas en los años 80 por la Junta pro-Corpus de Toledo con un armazón de varas de mimbre y aros. Antiguamente eran decoradas con cáñamo y sábanas viejas unidas con engrudo.  
Los gigantones representan a los Reyes Católicos, Isabel y Fernando, una pareja de reyes musulmanes y una pareja representado y el alcalde y la alcaldesa de la ciudad.   
En 2009 se restauraron varias de las figuras.  
En 2013 se incorporan 2 nuevas figuras, una pareja judía, realizada por el escultor Pablo Costilludo.
En 2019 se añadieron las figuras de Juan de Padilla y María Pacheco. 
En 2022 se incorporan 2 nuevos gigantones, con las representaciones del rey Alfonso X de Castilla y a su mujer Dña. Violante de Aragón, con motivo del VIII Centenario del nacimiento en Toledo de Alfonso X. Las figuras son obra de José Vicente Sánchez y Julio Pinillos, mientras que la indumentaria que visten las figuras es obra de Ana Mila Hernández. 
Con estas figuras se completan 12 gigantones. 
Los gigantones salen por las calles del casco histórico de Toledo con ocasión de la víspera del Corpus, en los momentos previos de la procesión del Corpus Christi y con ocasión de la fiestas patronales en el mes de agosto. 
La Catedral de Toledo dispone de un conjunto de gigantones históricos realizados en tiempos del Cardenal Lorenzana para sustituir a unos anteriores que se remontaban a finales del siglo XV. Representan a los Reyes Católicos, el Cid Campeador y cada uno de los 4 continentes conocidos en la época (Europa, Asia, América y África). Se conservan en la "Sala de los Gigantones" junto al claustro alto de la Catedral.  
Es costumbre que esta colección de gigantones de la Catedral estén expuestos en la balconada de las Casas Consistoriales del Ayuntamiento de Toledo durante las fiestas del Corpus Christi.